# Ante Topić Mimara
Ante Topić Mimara (Korušce u Dalmatinskoj zagori, 7. travnja 1898. – Zagreb, 30. siječnja 1987.) - hrvatski skupljač umjetnina i povjesničar umjetnosti
Studirao je slikarstvo i restauriranje umjetnina u Rimu. Kolekcionarstvom se bavio od 1921. godine, a nakon Drugog svjetskog rata bio je savjetnik pri Jugoslavenskoj vojnoj misiji u Berlinu i Münchenu, gdje je radio na povratu opljačkanih hrvatskih i jugoslavenskih kulturno-umjetničkih dobara. Umjetničku zbirku od oko 3.000 različitih predmeta od prapovijesti do 20. stoljeća, darovao je 1972. godine hrvatskom narodu, a zbirka je smještena i izložena u zgradi nekadašnje gimnazije na Rooseveltovu trgu u Zagrebu, u današnjem Muzeju Mimara. Pored toga, veliki dio kolekcije darovan je Narodnom muzeju Srbije u Beogradu.

## Mimara = Mirko Maratović?
Prema nekim teorijama [neaktivna poveznica], Ante Topić Mimara je zapravo, Mirko Maratović, rođen 16. ožujka 1897. u Splitu. Tijekom 20-ih godina, 20. stoljeća radio je pod imenom stanovitog grofa, kada je navodno,s Josipom Brozom, organizirao krađu jedinstvenog diptiha od slonovače iz Zagrebačke katedrale. Diptih je 1928. godine prodan muzeju u Clevelandu i vraćen 1936. godine. Maratović je preuzeo identitet pravog Ante Topića, nakon što je pravi Topić umro u vojnoj bolnici u Rimu, otkupivši njegove dokumente. Maratović je onda imenu dodao i nadimak Mimara (MI-rko MARA-tović).